# Walter Ulfig
Walter Ulfig (* 13. Juli 1901 in Breslau, Deutsches Reich; † 29. Juni 1979 in Kleinmachnow, DDR) war ein deutscher Komponist und Filmkomponist.

## Leben und Wirken
Über Ulfigs Herkunft und Werdegang ist derzeit kaum etwas bekannt. Nach seiner beruflichen Ausbildung zu Beginn der 1920er Jahre schrieb er eine Reihe von Schlagern und stieß bereits Mitte desselben Jahrzehnts zum damals noch stummen Film. Er komponierte zu zahlreichen Produktionen die originalen Kinomusiken. Ulfig stand zunächst in Diensten diverser kleinerer Produktionsfirmen und vertonte bis zum Ende der Stummfilmära rund 40 Spielfilme.
Der Übergang zum Tonfilm gelang dem Niederschlesier erst spät, und nach einigen Kompositionen für abendfüllende Spielfilme (bis 1936) wurde Ulfig überwiegend für Kurzfilme verpflichtet. In den letzten Friedensjahren untermalten seine Kompositionen zumeist kurze Dokumentarfilme. Im Zweiten Weltkrieg eingezogen, kehrte Walter Ulfig gleich nach 1945 zur Filmmusik zurück, war aber seitdem nur noch für Dokumentarfilme der DEFA und DDR-Fernsehfilme tätig. Nach seinem Karriereende im Alter von 60 Jahren verbrachte Ulfig seinen Lebensabend in Kleinmachnow, wo er auch starb.

## Filmografie
- 1926: Bushidō, das eiserne Gesetz
- 1926: Das Meer
- 1927: Venus im Frack
- 1927: Alpentragödie
- 1927: Der Orlow
- 1927: Bigamie
- 1927: Primanerliebe
- 1927: Feme
- 1927: Svengali
- 1927: Das Erwachen des Weibes
- 1927: Heimweh
- 1927: Ramper, der Tiermensch
- 1927: Frau Sorge
- 1927/28: Königin Luise (2 Teile)
- 1928: Die Sache mit Schorrsiegel
- 1928: Der Faschingskönig
- 1928: Fräulein Chauffeur
- 1928: Heut’ tanzt Mariett
- 1928: Die Wochenendbraut
- 1928: Flitterwochen
- 1928: Serenissimus und die letzte Jungfrau
- 1928: Spelunke
- 1929: Was kostet Liebe?
- 1929: Nachtgestalten
- 1929: Meineid
- 1929: Frühlingserwachen
- 1929: Hingabe
- 1932: Grün ist die Heide
- 1933: Höllentempo
- 1934: Die beiden Seehunde
- 1934: Pappi
- 1935: Alle Tage ist kein Sonntag
- 1935: Pioniere der deutschen Technik
- 1936: Mädchenräuber
- 1936: Die Sänger von der Waterkant
- 1937: Der Hamburger Hafen
- 1937: Santorin
- 1938: Drops wird Flieger
- 1938: Ikaruskinder
- 1938: Jungjäger
- 1939: Athen und die Akropolis
- 1946: Seuchengefahr
- 1951: Spiel und Ernst
- 1952: Heckenland
- 1954: Auf den Spuren der Frühgeschichte
- 1958: Ein neues Fach im Stundenplan
- 1959: Spuk in Villa Sonnenschein (Fernsehfilm)
- 1959: Wie die Wilden (Fernsehfilm)
- 1960: Fahrt ins Blaue (Fernsehfilm)
- 1960: Papas neue Freundin (Fernsehfilm)
- 1961: Vielgeliebtes Sternchen (Fernsehfilm)
- 1962: Oh, diese Jugend (Fernsehfilm)